# Coleophora delmastroella
Coleophora delmastroella é uma espécie de mariposa do gênero Coleophora pertencente à família Coleophoridae.